# Mesabolivar spinulosus
Mesabolivar spinulosus är en spindelart som först beskrevs av Cândido Firmino de Mello-Leitão 1939.  
Mesabolivar spinulosus ingår i släktet Mesabolivar och familjen dallerspindlar. Inga underarter finns listade i Catalogue of Life.